# Храм Покрови Пресвятої Богородиці (Донецьк)
Церква Покрови Пресвятої Богородиці — катедральний собор Донецького екзархату Української греко-католицької церкви. 

## Історія
Будувався протягом 1994–2003 років за рахунок добровільних пожертв. Освячений 3 серпня 2003 року патріархом Любомиром.
2000 року при церкві Покрови Пресвятої Богородиці розпочали своє місійне служіннясестри Служебниці Непорочної Діви Марії (ССНДМ). 
У церкві служиться архієрейська Літургія, здійснюється рукоположення нових священнослужителів, щоденно відбуваються ранішні та вечірні богослужіння.

## Джерело
- Сторінка Донецько-харківського екзархату УГКЦ [Архівовано 30 листопада 2012 у WebCite]
- Катедральний Собор Покрови Пресвятої Богородиці

| Церква (споруда) | Це незавершена стаття про церковну будівлю. Ви можете допомогти проєкту, виправивши або дописавши її. |